# パッカードベル
パッカードベル（Packard Bell ）は、アメリカで創業し、2008年時点ではオランダに本社を置いた電気機器メーカー。2007年にエイサーに買収され、独立した企業としては消滅した。
名称よりヒューレット・パッカード（コンピュータメーカー）やパシフィック・ベル（電話会社）と混同ないしグループ企業と誤認されることが多いが、これらとは無関係である。

## 概要

1986年から使用開始したロゴ

1933年にロサンゼルスで無線機器メーカーとして創業し、テレビやラジオの製造にも進出したが1968年にテレダインに買収されて同社の一部門となった。
1986年にベニー・アラジェムらの投資家グループがテレダインの家電部門を買収し、1990年代前半より低価格のパーソナルコンピュータ（PC）の販売で攻勢を仕掛ける。高級路線のIBMやコンパックに対し、低価格路線の店頭販売で一時は米国内でシェア2位にまで登り詰めたが、直販のデル、ゲートウェイの低価格PC参入などで収益が悪化した。日本では、1994年、デスクトップとして PB440M/6(ISAx4スロット,486DX2-66MHz)、ノートパソコンとして PB486Note/m(モノクロ液晶,486SX-25MHz) などを販売した(販売代理店は千葉電子株式会社)。

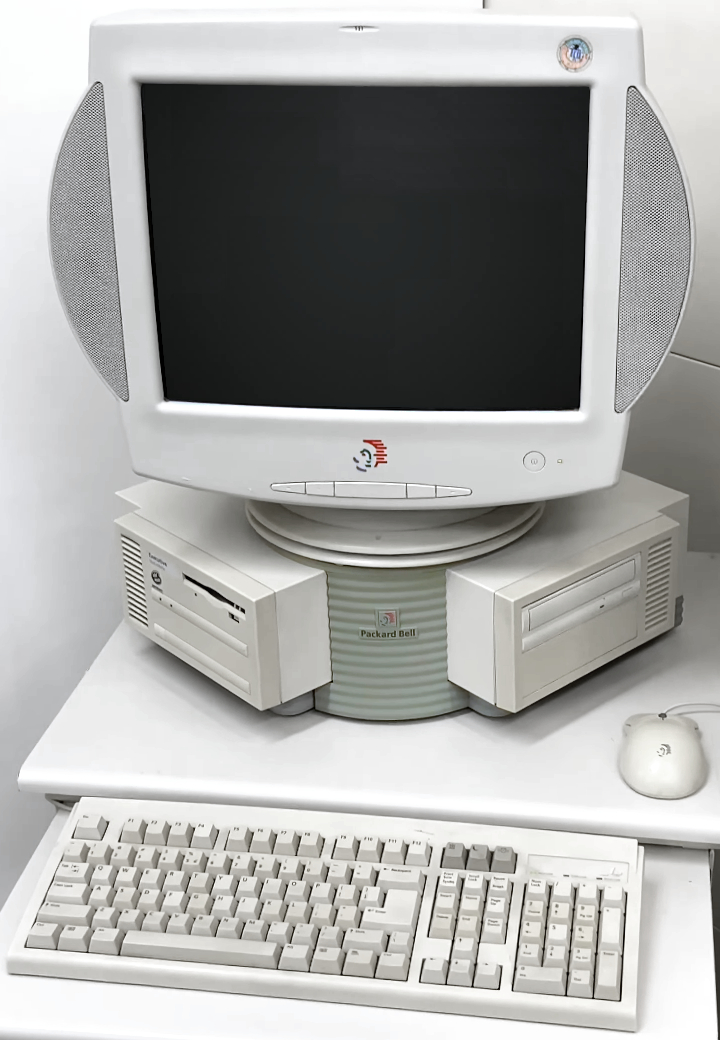
パッカードベルが発売した「角置き」デスクトップ。フロッグデザインがプロダクトデザインを担当した。

1995年、日本でPC-9800シリーズからPC/AT互換機への切り替えが課題となっていた日本電気（NEC）が資本参加し、1996年7月には日本電気の海外部門と合併してパッカードベルNECとなった。また、同年10月に日本法人のパッカードベルNECジャパンを設立した。この戦略はNECにとって上記の日本でのAT互換機対応の他、ほとんどシェアのなかった海外（特に北米）PC市場への進出を企図したものであった。
日本ではパッカードベルNECのPCは主にダイエーや家電量販店、ネット通販で販売されたが振るわず、NEC本体も1997年発売のPC98-NXシリーズ以降はPC/AT互換機への切り替えが進んでパッカードベルNECの存在意義が薄れた。一方、上記の通り米国内のシェアは年々低下し、NEC本社からの度重なる金融支援にもかかわらず業績は好転せず、繰り返される支援を「年中行事」と揶揄されるほどだった。

2003年～2009年のロゴ

1998年7月には完全子会社化して事業の回復を図ったが、日本法人はPC98-NXシリーズ（Avanza NX）のダイレクト販売への転換を経て1999年6月に解散。米国でもこの年eMachinesのフリーPCが登場してからはほとんど売れなくなり、NECは同年11月に年内での工場閉鎖を含むリストラ策を発表、米国でも2000年にPC事業から撤退するとともに社名を「NECコンピューターズ」に変更した。以降はヨーロッパ市場でオランダに本社を置いてPC事業を継続するのみであり、パッカードベルはチリ・ヨーロッパ・アジア・太平洋地域の一部（日本は含まれない）でのブランド名として残るだけであった。
2006年10月16日には、株式をeMachines（現ゲートウェイ）創業者のラップ・シュン・ヒュイへ売却した。これにより、NECグループからパッカードベルブランドが完全に消滅した。
現在は欧米市場でデジタルオーディオプレーヤーなどを中心に製造を行っている。
2007年10月、パッカードベルは台湾のパソコンメーカーエイサーにより買収されることが発表された。
2008年2月26日、欧州委員会がパッカードベル買収を承認した。